# アブクマポーロ
アブクマポーロとは日本の競走馬。主な勝ち鞍は東京大賞典、帝王賞、川崎記念（2回）。また、1997年から1998年にかけ、NARグランプリの年度代表馬部門とサラブレッド系5歳上最優秀馬部門を2年連続で受賞した。ダートグレード競走初期に地方競馬側の総大将格として君臨し、引退後年数を経ても地方競馬を代表する最強馬の1頭として名前が挙がっている。

## 経歴
1995年5月5日、大井競馬場でデビュー戦を飾る。4歳時は8戦3勝、C1クラスの平凡な成績であった。10月のレース後に7か月の長期休養を挟み、5歳になってから復帰戦を勝った直後に、当時開業したばかりの出川克己厩舎に転厩した。
その後白星を重ね、6歳に入ると本格化。初の重賞挑戦となった大井記念で、負担重量52キログラムの軽量ながら2着馬に6馬身の差を付け、連勝記録を7まで伸ばした。続く帝王賞で連勝は止まったが、中央勢が優勢と見られていたなかコンサートボーイのクビ差2着に入り、地方馬のワンツーフィニッシュを決めた。その後サンタアニタトロフィーを勝つと、中央競馬のオールカマーに参戦。それまで芝のレースは未経験ながら単勝2番人気に推されたが9頭立ての8着に敗れ、以降は芝コースでは走っていない。グランドチャンピオン2000でコンサートボーイへの雪辱を果たしたあと（これ以降、コンサートボーイとの力関係は逆転する）ふたたび中央競馬に参戦、東海ウインターステークスで1番人気に応えて勝利。暮れの東京大賞典（当時距離2800メートル）でも1番人気に推されたが、長距離戦を得意としたトーヨーシアトルとキョウトシチーに遅れを取り3着に敗れた。
7歳に入ると凄みを増し、川崎記念を皮切りに、ダイオライト記念、マイルグランプリ、かしわ記念（当時GIII）、帝王賞、NTV盃（当時GIII）まで、いずれも1番人気での6連勝を飾る。とくにかしわ記念はコースレコード（1分35秒4）であり、どのレースも怪物・圧勝と言える内容だった。続くマイルチャンピオンシップ南部杯でも断然の1番人気に推されたが、不良馬場で逃げたメイセイオペラを捕らえられず3着止まり。これには管理する出川克己も「歯車が狂っていた」と振り返っている。しかし連敗はせず、大井に戻ってグランドチャンピオン2000に優勝。このあと馬主がデルマークラブに変わり、臨んだ暮れの東京大賞典（この年から距離2000メートル）では単勝1.8倍の1番人気に支持され、レースでは、直線抜け出しにかかったメイセイオペラをインから一気にかわしてこれに2馬身半の差を付け南部杯の借りを返した。ゴール後、及川暁は「アブクマポーロが昨年の忘れ物を取りに来ました」と実況した。レース後、一時は海外遠征も検討されたが、これは実現しなかった。
8歳を迎えても強さは衰えず、川崎記念、ダイオライト記念に勝利。相前後してフェブラリーステークスで地方馬初のJRAのGI制覇を成し遂げたメイセイオペラとの3度目の勝負が主たる目標として掲げられていたが、その矢先、ダイオライト記念後の3月26日に馬房で左後肢の飛節を捻挫してしまう。休養後いったんは帰厩するも、「本来の(アブクマ)ポーロに戻るには時間がかかる」と引退が決定、復帰は叶わなかった。船橋競馬場で引退式が行われた。生涯で820,090,000円を稼ぎ、のちにフリオーソによって更新されるまで、長らく地方所属馬の生涯獲得賞金額としては1位であった。

## 競走成績
以下の内容は、netkeiba.com、JBISサーチ、地方競馬全国協会に基づく。
| 年月日     | 競馬場 | 競走名                   | 格            | 距離（馬場）  | 頭 数 | 枠 番 | 馬 番 | オッズ（人気） | 着順 | タイム （上り3F） | 着差 | 騎手     | 斤量 （kg） | 勝ち馬/（2着馬）       |
| ---------- | ------ | ------------------------ | ------------- | ------------- | ----- | ----- | ----- | -------------- | ---- | ----------------- | ---- | -------- | ----------- | ---------------------- |
| 1995.05.05 | 大井   | サラ系4歳                |               | ダ1200m（重） | 10    | 3     | 3     | 0.0（2人）     | 1着  | 1:14.7 (38.4)     | -1.1 | 荒山勝徳 | 54          | （ウインドホーラー）   |
| 0000.06.22 | 大井   | サラ系4歳                |               | ダ1500m（稍） | 11    | 5     | 5     | 0.0（1人）     | 3着  | 1:39.4 (41.8)     | -0.9 | 荒山勝徳 | 54          | マーチンチェニル       |
| 0000.07.09 | 大井   | サラ系4歳                |               | ダ1500m（重） | 10    | 7     | 7     | 0.0（1人）     | 1着  | 1:39.1 (40.9)     | -0.6 | 石崎隆之 | 54          | （ヤナギノセイリュウ） |
| 0000.07.23 | 大井   | 特選4歳                  |               | ダ1600m（良） | 14    | 4     | 6     | 0.0（5人）     | 2着  | 1:45.5 (40.8)     | -0.2 | 荒山勝徳 | 54          | カズサスイジン         |
| 0000.08.30 | 大井   | マリーゴールド特別       |               | ダ1600m（良） | 10    | 7     | 7     | 0.0（2人）     | 5着  | 1:44.4 (38.6)     | -1.6 | 荒山勝徳 | 54          | ナイスダッシュ         |
| 0000.09.09 | 大井   | コスモス特別             |               | ダ1700m（良） | 9     | 8     | 9     | 0.0（2人）     | 1着  | 1:51.0 (37.9)     | -0.4 | 荒山勝徳 | 55          | （カゼノシルク）       |
| 0000.09.29 | 大井   | ハーベストムーン特別     | C1二          | ダ1700m（良） | 12    | 3     | 3     | 0.0（1人）     | 2着  | 1:49.7 (38.4)     | -0.8 | 荒山勝徳 | 55          | ホワイトアスター       |
| 0000.09.29 | 大井   | オパール特別             | C1一          | ダ1700m（良） | 14    | 5     | 8     | 0.0（3人）     | 4着  | 1:50.5 (38.4)     | -0.8 | 荒山勝徳 | 55          | アロングフローラ       |
| 1996.05.17 | 大井   | 白鳥座特別               | C1一          | ダ1700m（良） | 14    | 5     | 8     | 0.0（4人）     | 1着  | 1:49.6(00.0)      | -0.5 | 荒山勝徳 | 55          | （ブルーグランディー） |
| 0000.05.29 | 船橋   | ブルースカイ特別         | B3一          | ダ1700m（良） | 12    | 5     | 5     | 0.0（1人）     | 1着  | 1:50.0(00.0)      | -1.1 | 石崎隆之 | 55          | （ノーザンエデン）     |
| 0000.06.25 | 船橋   | 麻綿原特別               | B2二          | ダ1800m（稍） | 7     | 4     | 4     | 0.0（2人）     | 1着  | 1:54.5(00.0)      | -0.0 | 石崎隆之 | 55          | （タケミパワー）       |
| 0000.07.30 | 川崎   | TVK盃                    | B2一          | ダ1600m（良） | 11    | 1     | 1     | 0.0（1人）     | 1着  | 1:42.6(00.0)      | -1.0 | 石崎隆之 | 55          | （ロマンスゴッテス）   |
| 1997.04.03 | 船橋   | 卯月特別                 | A3下          | ダ1800m（稍） | 12    | 6     | 8     | 0.0（1人）     | 1着  | 1:52.9(00.0)      | -0.6 | 石崎隆之 | 54          | （リズムスター）       |
| 0000.04.25 | 大井   | '97グリーンカップ        | 準重賞 A2以下 | ダ2000m（良） | 13    | 6     | 9     | 0.0（1人）     | 1着  | 2:06.6 (37.5)     | -1.2 | 石崎隆之 | 53          | （ホクリョータイトル） |
| 0000.05.21 | 大井   | 大井記念                 | 南関G2        | ダ2600m（良） | 12    | 4     | 4     | 0.0（1人）     | 1着  | 2:47.9 (38.5)     | -1.2 | 石崎隆之 | 52          | （テツノセンゴクオー） |
| 0000.06.24 | 大井   | 帝王賞                   | GI            | ダ2000m（良） | 12    | 5     | 6     | 0.0（3人）     | 2着  | 2:04.9 (37.9)     | -0.0 | 石崎隆之 | 57          | コンサートボーイ       |
| 0000.07.28 | 大井   | サンタアニタT            | 南関G3        | ダ1600m（稍） | 12    | 7     | 9     | 0.0（3人）     | 1着  | 1:39.8 (38.4)     | -0.4 | 石崎隆之 | 55.5        | （ダンディーハート）   |
| 0000.09.14 | 中山   | オールカマー             | GII           | 芝2200m（良） | 9     | 3     | 3     | 03.4（2人）    | 8着  | 2:17.4 (36.4)     | -0.8 | 石崎隆之 | 57          | メジロドーベル         |
| 0000.10.29 | 大井   | グランドチャンピオン2000 | 南関G1        | ダ2000m（良） | 14    | 5     | 7     | 0.00（1人）    | 1着  | 2:04.8 (36.6)     | -0.9 | 石崎隆之 | 57          | （コンサートボーイ）   |
| 0000.11.30 | 中京   | 東海ウインターS          | GII           | ダ2300m（重） | 16    | 7     | 13    | 02.6（1人）    | 1着  | 2:24.8 (37.3)     | -0.0 | 石崎隆之 | 56          | （トーヨーシアトル）   |
| 0000.12.28 | 大井   | 東京大賞典               | GI            | ダ2800m（良） | 13    | 7     | 10    | 0.00（1人）    | 3着  | 3:01.1 (38.2)     | -0.7 | 石崎隆之 | 57          | トーヨーシアトル       |
| 1998.01.28 | 川崎   | 川崎記念                 | GI            | ダ2000m（良） | 9     | 4     | 4     | 01.7（1人）    | 1着  | 2:04.8(00.0)      | -0.7 | 石崎隆之 | 56          | （テイエムメガトン）   |
| 0000.03.18 | 船橋   | ダイオライト記念         | GII           | ダ2400m（良） | 11    | 2     | 2     | 01.1（1人）    | 1着  | 2:35.3(00.0)      | -0.8 | 石崎隆之 | 55          | （テイエムメガトン）   |
| 0000.04.16 | 大井   | マイルグランプリ         | 南関G1        | ダ1600m（稍） | 15    | 8     | 15    | 01.1（1人）    | 1着  | 1:38.3 (37.6)     | -1.2 | 石崎隆之 | 56          | （カガヤキローマン）   |
| 0000.05.27 | 船橋   | かしわ記念               | GIII          | ダ1600m（重） | 9     | 6     | 6     | 01.5（1人）    | 1着  | 1:35.4(00.0)      | -1.2 | 石崎隆之 | 57          | （パーソナリティワン） |
| 0000.06.24 | 大井   | 帝王賞                   | GI            | ダ2000m（稍） | 13    | 6     | 8     | 01.2（1人）    | 1着  | 2:03.4 (35.5)     | -0.3 | 石崎隆之 | 57          | （バトルライン）       |
| 0000.09.16 | 船橋   | NTV盃                    | GIII          | ダ1800m（重） | 10    | 7     | 8     | 01.0（1人）    | 1着  | 1:50.9(00.0)      | -1.6 | 石崎隆之 | 58          | （ウインドフィールズ） |
| 0000.10.10 | 盛岡   | 南部杯                   | GI            | ダ1600m（不） | 12    | 8     | 12    | 0.00（1人）    | 3着  | 1:35.7(00.0)      | -0.6 | 石崎隆之 | 56          | メイセイオペラ         |
| 0000.10.28 | 大井   | グランドチャンピオン2000 | 南関G1        | ダ2000m（良） | 13    | 4     | 5     | 01.1（1人）    | 1着  | 2:05.1 (37.1)     | -0.5 | 石崎隆之 | 56          | （サプライズパワー）   |
| 0000.12.23 | 大井   | 東京大賞典               | GI            | ダ2000m（良） | 15    | 6     | 11    | 01.8（1人）    | 1着  | 2:05.4 (36.9)     | -0.5 | 石崎隆之 | 57          | （メイセイオペラ）     |
| 1999.02.03 | 川崎   | 川崎記念                 | GI            | ダ2100m（良） | 12    | 7     | 10    | 01.1（1人）    | 1着  | 2:16.6(00.0)      | -0.7 | 石崎隆之 | 56          | （キョウトシチー）     |
| 0000.03.17 | 船橋   | ダイオライト記念         | GII           | ダ2400m（重） | 8     | 8     | 8     | 01.0（1人）    | 1着  | 2:32.0(00.0)      | -0.1 | 石崎隆之 | 55          | （マイターン）         |

## 引退後
引退後は種牡馬となるも、目立った成績を残せず、2005年に引退。その後は乗馬としてにいかっぷホロシリ乗馬クラブ、石狩市のオーフルホースコミューンを経て、2018年11月から吉田牧場に繋養されていた。
2021年2月21日、放牧中に死亡した。

## 血統表
| アブクマポーロの血統                                  | アブクマポーロの血統             | アブクマポーロの血統             | （血統表の出典）                 | （血統表の出典） |
| 父系                                                  | ブラッシンググルーム系           | ブラッシンググルーム系           | ブラッシンググルーム系           |                  |
| 父 *クリスタルグリッターズ Crystal Glitters 1980 鹿毛 | 父の父Blushing Groom 1974 栗毛   | Red God                          | Nasrullah                        | Nasrullah        |
| 父 *クリスタルグリッターズ Crystal Glitters 1980 鹿毛 | 父の父Blushing Groom 1974 栗毛   | Red God                          | Spring Run                       |                  |
| 父 *クリスタルグリッターズ Crystal Glitters 1980 鹿毛 | 父の父Blushing Groom 1974 栗毛   | Runaway Bride                    | Wild Risk                        | Wild Risk        |
| 父 *クリスタルグリッターズ Crystal Glitters 1980 鹿毛 | 父の父Blushing Groom 1974 栗毛   | Runaway Bride                    | Aimee                            |                  |
| 父 *クリスタルグリッターズ Crystal Glitters 1980 鹿毛 | 父の母Tales to Tell 1967 鹿毛    | Donut King                       | Determine                        | Determine        |
| 父 *クリスタルグリッターズ Crystal Glitters 1980 鹿毛 | 父の母Tales to Tell 1967 鹿毛    | Donut King                       | Strayed                          |                  |
| 父 *クリスタルグリッターズ Crystal Glitters 1980 鹿毛 | 父の母Tales to Tell 1967 鹿毛    | Fleeting Doll                    | Fleet Nasrullah                  | Fleet Nasrullah  |
| 父 *クリスタルグリッターズ Crystal Glitters 1980 鹿毛 | 父の母Tales to Tell 1967 鹿毛    | Fleeting Doll                    | Fleet Nasrullah                  |                  |
| 母 バンシューウェー 1982 鹿毛                         | 母の父*ペール 1968 鹿毛          | Milesian                         | My Babu                          | My Babu          |
| 母 バンシューウェー 1982 鹿毛                         | 母の父*ペール 1968 鹿毛          | Milesian                         | Oatflake                         |                  |
| 母 バンシューウェー 1982 鹿毛                         | 母の父*ペール 1968 鹿毛          | Paleo                            | Pharis                           | Pharis           |
| 母 バンシューウェー 1982 鹿毛                         | 母の父*ペール 1968 鹿毛          | Paleo                            | Calonice                         |                  |
| 母 バンシューウェー 1982 鹿毛                         | 母の母ポーロニアユミコ 1978 鹿毛 | *プロント                        | Prince Taj                       | Prince Taj       |
| 母 バンシューウェー 1982 鹿毛                         | 母の母ポーロニアユミコ 1978 鹿毛 | *プロント                        | La Caravelle                     |                  |
| 母 バンシューウェー 1982 鹿毛                         | 母の母ポーロニアユミコ 1978 鹿毛 | ミスオリオンの弐                 | *ヒンドスタン                    | *ヒンドスタン    |
| 母 バンシューウェー 1982 鹿毛                         | 母の母ポーロニアユミコ 1978 鹿毛 | ミスオリオンの弐                 | ヒバナ                           |                  |
| 母系(F-No.)                                           | ウォーターミュージック系(FN:2-i) | ウォーターミュージック系(FN:2-i) | ウォーターミュージック系(FN:2-i) | [ § 2 ]          |
| 5代内の近親交配                                       | Nasrullah、Malindi 4･5×5         | Nasrullah、Malindi 4･5×5         | Nasrullah、Malindi 4･5×5         | [ § 3 ]          |
| 出典                                                  | 1. 2. 3.                         | 1. 2. 3.                         | 1. 2. 3.                         | 1. 2. 3.         |

近親
祖母ポーロニアユミコの半姉ポーロニアオリオンの産駒にイナズマクロス（クイーンステークス）がいる。